# 酪王協同乳業
酪王協同乳業株式会社（らくおうきょうどうにゅうぎょう）は福島県本宮市に本社を置く牛乳・乳製品の製造販売をおこなう会社。

## 概要
福島県酪農業協同組合（福島県酪農協）の完全子会社である酪王乳業（郡山市、1948年設立）と全国農業協同組合連合会（全農）の完全子会社である東北協同乳業（本宮市、1966年設立）の対等合併により2021年10月1日に設立。資本金は9,000万円で、出資比率は全農が55%、福島県酪農協が45%となった。
合併後、2〜3年をめどに本宮市に新工場を建設して工場機能を集約することになっており、郡山市にある旧：酪王乳業の工場は廃止される予定。
主力商品は「酪王カフェオレ」シリーズ（旧：酪王乳業）など。

## 主な製品
- 酪王牛乳
- 農協牛乳
- 11/19-B1乳酸菌ヨーグルト
- 酪王カフェオレシリーズ
  - 酪王カフェオレ（1976年発売開始、通年発売）
  - ハイ・カフェオレ（1983年発売開始、酪王カフェオレよりもコーヒー風味を強くした商品。通年発売）
  - いちごオレ（2014年11月発売開始、栃木県産とちおとめを原材料に用いた商品。通年発売）
  - やさしいカフェオレ（2016年11月発売開始、カフェインを除去した商品。通年発売）
  - バナナオレ（2020年7月より同年10月まで、ならびに2024年9月より同年12月までの、いずれも期間限定発売）
  - 紅茶オレ（2020年11月より2022年11月までの期間限定発売）
  - フルーツオレ（2022年6月より同年11月までの期間限定発売）
  - 抹茶オレ（宇治抹茶を原材料に用いた商品、2022年11月より2024年1月までの期間限定発売）
  - ももオレ（福島県産あかつきを原材料に用いた商品、2023年6月より2024年7月までの期間限定発売）
  - 檸檬オレ（郡山市で菓子製造販売を営む株式会社柏屋の主力商品「檸檬（れも）」とコラボレートした商品、2024年1月より同年2月までの期間限定発売）
  - ほうじ茶オレ（宇治ほうじ茶を原材料に用いた商品、2024年12月より2025年4月中旬までの期間限定発売）
  - クリームボックスオレ（郡山市のご当地パン「クリームボックス」の味わいを再現した商品、2025年2月下旬より同年5月中旬までの期間限定発売）
- 酪王カフェオレアイスクリーム

このほか、アイスクリームやヨーグルトなど。